# Gilgenberg am Weilhart
Gilgenberg am Weilhart est une commune autrichienne du district de Braunau am Inn en Haute-Autriche.